# Oligonychus punicae
Oligonychus punicae är en spindeldjursart som först beskrevs av Hirst 1926.  Oligonychus punicae ingår i släktet Oligonychus och familjen Tetranychidae. Inga underarter finns listade i Catalogue of Life.